# 悟覺妙天
悟覺妙天（1934年5月5日—），本名黃明亮，出生於臺灣屏東縣潮州鎮的宗教人物，門下弟子稱其為「悟覺妙天禪師」、「悟覺妙天師父」，教外人士則常稱其為妙天。
悟覺妙天被普遍認定為爭議性宗教人物，但據其本人所述，是因其於1995年12月時舉辦「印心禪法，見性成佛」演講時，邀請了在野黨的總統候選人，因此遭國民黨秋後算帳、操縱媒體及法律攻擊。當時確實有許多泛藍媒體攻擊悟覺妙天及爆料許多悟覺妙天金流鉅款資訊，只是悟覺妙天並未對新聞媒體等的抨擊進行追究，因此事實為何不得而知；另一名台灣爭議性宗教人物劉錦隆（自稱為妙禪）曾是悟覺妙天的弟子，但後來與悟覺妙天互相切割，並自立門戶。2018年10月18日至2020年3月31日出任國會政黨聯盟主席。

## 早年生活
悟覺妙天本名黃明亮，在1934年生於日治臺灣高雄州潮州郡潮州（現屬於屏東縣潮州鎮）；他出身於純樸農村，年幼時經歷第二次世界大戰，母親很早就去世了。由悟覺妙天創辦的「財團法人釋迦牟尼佛救世基金會」敘述，悟覺妙天出生時太陽和月亮並存天上，室內光亮起來，故他被取名為「明亮」。
曾經就讀屏東農專（現名為國立屏東科技大學），畢業後到正聲廣播公司任職一名播音員，還曾是屏東縣記者公會理事；而後悟覺妙天入讀國防管理學院（現名為國防大學），成為國防部軍事情報局第六期情報員訓練班的學生，畢業後擔任情報官，結識了中華民國陸軍少將陳虎門，退役時官拜少校。悟覺妙天退役後擔任「忠義同志會」榮譽理事長，該會由退休情報人員組成。
悟覺妙天亦肄業於中國文化大學政治研究所，妻子簡紅蓮已去世，育有兒子黃國倫和女兒黃愛倫。

## 創立教團

### 沿革及活動
根據論文《實相無相的禪宗實踐：妙天的思想內涵與相關議題》，悟覺妙天在40歲（1974年－1975年）開始正式修行，他尋找有名氣的師父，皈依佛教臨濟宗的居士敬哉禪師；後來，悟覺妙天到深山裡閉關修行，在1982年獲得敬哉禪師授予「法脈傳承」，其後成立道場和基金會。此外，悟覺妙天以居士的身份成立了「禪宗佛教會」，自稱為禪宗第85代禪師，並稱己證道且見證宇宙第一尊佛—「妙無統天大佛」。
悟覺妙天及其教團在台灣多所大學成立名為「禪學社」或「領袖社」的社團，首個屬於悟覺妙天教團的大學社團是國立交通大學的「交大禪學社」；截至2010年，悟覺妙天教團已成立了54所大學社團，不少大學同時設有「禪學社」和「領袖社」。
根據「財團法人釋迦牟尼佛救世基金會」官方網站的說法，悟覺妙天教團曾參與不少公益活動，例如向囚犯教授「印心禪法」、探訪中國大陸非法移民收容所、為身心障礙兒童舉行課程、捐款支持災難應對等。2014年至2022年，中華民國內政部向「財團法人釋迦牟尼佛救世基金會」頒授「年度績優宗教團體」獎項，並把該會列為「社會教化」項目之一，而其獲獎標準有一點在於「投入團體收入30%以上」，而悟覺妙天教團的禪修會館的收入又主要用於繳納其租金水電，其餘30%若皆投入公益活動，則幾乎沒有斂財的空間，為悟覺妙天提供了有利證據。

### 教義
悟覺妙天創立了名為「印心禪法」的修行體系，認為它的修行方法為打坐和觀想，結合了禪宗的立足點和道教的修煉，令信徒直接進入禪定的境界，打破出家的修行形式。據悟覺妙天及其教團所述，人體的喉嚨、腎臟、心臟等器官共分佈了十個法輪，信徒修行時觀想這些被合稱為「身體十輪」的法輪，淨化十輪帶有的業障，將色身（肉體）化為法體。悟覺妙天認為，修行是放下一切的示相，回歸佛和菩薩的本相，達到沒有貪、嗔、癡、慢、疑的無我狀態；地球是娑婆世界的淨土，因此修行旨在普度有情眾生，令地球能成為佛國。
期刊《新世紀宗教研究》的文章〈當代台灣新興宗教的信仰體系及其「可信性」：五個新興宗教團體的考察〉認為，妙天教團、真佛宗、觀音法門等台灣新興宗教都預設信徒可以在現世開悟，而妙天教團則強調打破虛假的一切事物，達到「直通本質」的頓悟。

### 運作原理
悟覺妙天的教團於各地設有禪修會館，每週一二定期舉行課程，傳授佛法以及練習禪定，總會則不定期舉辦動員、佛誕等活動，多由悟覺妙天親自演講授課。信徒會定期繳納護持費，支撐各會館支撐及營運，但並非強制，並在會館內公開明細，供信眾查看，其餘收入，例如納骨塔、佛幣等，則用於提供教團附設公司（如弘揚教義的雜誌、頻道等之負責公司）員工薪水及基金會營運，盈餘則支付教團不定期舉辦的各類活動以及公益事業。

### 思想著作
悟覺妙天主張禪宗「印心佛法」是可以讓修行人內修的修行方式，著作包含: 《印心佛法 智慧法門》、《印心禪法 真修實證》、《成佛之禪》等書系，由禪師講述、教團弟子編輯整理，藉由書籍方式廣傳禪宗修行之法門。

## 與劉錦隆（自稱妙禪）的關係
創立佛教如來宗的劉錦隆（其後自封為妙禪）曾在1990年起跟隨悟覺妙天修行，獲悟覺妙天取法號為「妙殿明」。劉錦隆當時是悟覺妙天門下「禪室」的負責人，用心參與悟覺妙天教團的禪修活動，為教團招募了不少具高學歷的學生和教授，在教團內被奉為典範；他把悟覺妙天稱為「佛師」，要求信徒向悟覺妙天跪拜，但悟覺妙天本人認為不必要。此外，劉錦隆推銷悟覺妙天教團產品「蓮座」的成績顯著，錄製了一段「靈魂附身」、旨在宣稱蓮座靈驗的影片，並曾因推銷蓮座而惹上官非；他還曾經以協助資金流動為由，向悟覺妙天禪師預支納骨塔塔位的權狀，並向信徒募款。
1998年3月，劉錦隆宣稱成佛、自封「行本覺」，召開記者會攻擊悟覺妙天；劉錦隆批評悟覺妙天欺騙門下信徒，出售房子、抵押土地後不認帳，而悟覺妙天教團的信徒則指控劉錦隆詐騙錢財。同年8月，劉錦隆承認成佛之說和對悟覺妙天的指控皆為不實，他在一則對悟覺妙天的懺悔音檔提到：「自己曾患上肺結核，悟覺妙天表現得非常關切，還令他加快康復過程。」悟覺妙天允許劉錦隆再度投歸其門下，在劉錦隆懺悔後稱他為「殿明同修」，認為兩人的不和是法難。同年10月，劉錦隆（妙禪）連同3月時指控悟覺妙天禪師的大學師生代表召開記者會，澄清先前對悟覺妙天禪師的所有指控，表示完全是劉錦隆（妙禪）捏造事實、惡意設計下，大家籌畫多時、一起故作啼哭演出的鬧劇，劉錦隆（妙禪）並在記者會上感謝悟覺妙天禪師原諒。。
2004年，劉錦隆還在悟覺妙天禪師門下時，便陸續傳出其有許多偏差行徑傳聞，有些涉及財務，有些更涉及私德，便請他暫時休息並解除道場負責人職務。而後，劉錦隆再度脫離悟覺妙天門下，創立佛教如來宗，他自稱是禪法創始人，取用悟覺妙天的思想，但否認這些教義是出自悟覺妙天的。2012年，悟覺妙天教團本來打算懲戒劉錦隆，但劉錦隆親自向悟覺妙天求恕，悟覺妙天僅規勸之；2014年，悟覺妙天教團認定劉錦隆成立如來宗、取用悟覺妙天教義、供人跪拜等做法違反 「不可欺師滅祖」、「不可私收弟子」、「不可傷天害理」、「不可邪術騙人」、「不可妖言惑眾」、 「不貪瞋癡慢疑」等戒律，經多次勸誡不聽，遭禪宗紀律委員會逐出宗門。
2017年10月21日，悟覺妙天禪師於台中中興大學惠蓀堂講授「佛陀正法與超生命禪」，接受記者訪問時表示「正法是可公開傳講的，不是關起門來不知說些什麼，妙禪跟我學佛法手印只學了一半就想當師父，我也恭喜他，更歡迎他的同修回來認祖歸宗學習佛陀正法。

## 與政治的關係
悟覺妙天出席了2015年3月18日的民國黨成立大會，並陪同創黨主席徐欣瑩步進會場，被認為是民國黨的幕後支持者，而民國黨更因此被譏諷為「妙天黨」。2018年10月18日成立的國會政黨聯盟，由悟覺妙天擔任黨主席，2019年1月25日民國黨併入，2020年3月31日國會政黨聯盟因選舉失利解散。2022年，悟覺妙天回歸國民黨，並主張兩岸應和平共處，並非互相挑釁，居民才能安居樂業，其後，泛藍媒體對其的攻擊便就此完全停止。

## 爭議

### 納骨塔欺詐案
悟覺妙天曾涉及一宗詐騙案件，他被指明知道設有納骨塔的天佛大道院（原名明安寺）是違規建築，而且納骨塔未有申請審核，卻宣稱納骨塔可以永久使用，並在1992年至1996年出售超過10,000個塔位，獲利約15億新台幣。當時還沒有殯葬管理條例，全台灣大大小小宗教組織之納骨塔大多未遵循法規而興建，但台北縣政府仍在沒有法源的情況下，拆除悟覺妙天購置用以販售納骨塔位兩個樓層所屬的建築物天佛大道院，因而使一些納骨塔位購買人蒙受損失而提告悟覺妙天，悟覺妙天隨即購置北莊福園的合法納骨塔、成立「蓮座處理中心」進行塔位的換證安遷或登記退款，與塔位損失提告人皆達成和解。悟覺妙天在第一審和第二審中以常業詐欺罪被判囚四年，但臺灣高等法院在更一審中認為悟覺妙天並不知道天佛大道院是違規建築，也沒有欺詐信徒，遂改判其無罪。其後，法院在15年內歷經多次審訊，結果由無罪釋放至判囚八個月不等，爭議點即悟覺妙天是否知道天佛大道院建築違規；最終，悟覺妙天在2012年被判處監禁八個月，緩刑三年。與案的檢察官林達在處理完本案後，非但不跟隨攻擊悟覺妙天，反而歸入悟覺妙天門下，並撰《真理的受難者》爲悟覺妙天平反，提到「無法判斷是否知情的情況下，應判決無罪」但悟覺妙天是否對違建知情，我們不得而知。不過也有人指出，當時納骨塔之法條並未按台灣地狹人稠的問題修改，以致各大團體皆為違建，例如「佛光山」、「中台山」等，而這些團體皆引來大量攻擊，但林達便指出此為民國85年的「宗教掃黑行動」，目的是對總統大選後的秋後算帳。後有人著《諍言》，爲李登輝平反，稱宗教掃黑為廖正豪執意執行，和李登輝先總統無關；但無論幕後操縱者是誰，種種證據皆表面宗教掃黑確實存在，尤其對悟覺妙天納骨塔強制拆除的工作，皆可能由幕後高官所為，不過時間久遠，實情究竟如何已難以查證。

### 斂財指控
1998年，超過100名信眾包括大學生向臺灣士林地方法院聯名提控，聲稱合共遭到悟覺妙天詐騙8,000萬新台幣；一名就讀於國立清華大學的學生表示，悟覺妙天曾要求包括學生在內的信徒以超過10萬新台幣購買「蓮座」、參與費用為20,000新台幣的幹部訓練班、享用收費為3,000新台幣的「生命健美餐」，有些信徒要為此借貸，亦有許多學生因這些收費而與家人不和。但同年10月，這些大學師生的代表又召開記者會，澄清先前對悟覺妙天禪師的所有指控「完全是劉錦隆捏造事實、惡意設計下，大家籌畫多時、一起故作啼哭演出的鬧劇」。此次風波連同之前的納骨塔事件，讓悟覺妙天教團流失不少信徒，組織的擴展出現瓶頸。

除了納骨塔外，悟覺妙天售賣「佛幣」、「宇宙生命之光」等商品，亦被指控是詐騙財產；不過經法院審理，鑑定「佛幣」係千分之九九九點九純金且金額並未超出當時市面知名商品價格，因此判決無罪定讞。

### 教義及教團運作的爭議
一些台灣佛教人士不認同悟覺妙天提出有關佛教的教義。例如悟覺妙天宣稱證道時見證「統天大佛」，许多佛教人士指佛經並未記載統天大佛的存在，而此爭議亦被放大為「悟覺妙天自稱統天大佛」，引起更多人批評。另外，禪宗法師釋聖嚴認為悟覺妙天提出的佛教名詞「佛師」和「禪」是「黃明亮先生自己的發明」，但也有佛教人士如釋心道法師樂於與之交流，宗教學者鄭志明教授的研究則認為悟覺妙天的禪法內容不脫離佛教和禪宗：「從妙天的詮釋語言與觀念系統來看，完全來自於禪宗的理論體系，其強調的實證實修、以禪定證明佛經境界的主張也都未脫離出禪宗的範圍，且妙天講的最多的是『直指人心，見性成佛』，其引用的觀念也多不出佛教名相，如指出成佛，就是要破除我相、人相、眾生相、一切有形有色諸法之相，這樣的語言與觀念都是取材於佛教。」。
1998年3月劉錦隆召開的記者會多名大學生指控悟覺妙天涉嫌恐嚇揭發他斂財的信徒，並以法術控制他們，使信徒遭受到重大的壓力，例如令離教的信徒失眠和無故大量出血，只是同年10月這些大學生又開記者會澄清「完全是劉錦隆捏造事實、惡意設計下，大家籌畫多時、一起故作啼哭演出的鬧劇」。

## 外部連結
- 財團法人釋迦牟尼佛救世基金會 （页面存档备份，存于）
- 社團法人台灣禪宗佛教會 （页面存档备份，存于）
- 財團法人世界領袖教育基金會 （页面存档备份，存于）